# Marianne Clausen
Marianne Clausen (* 1972 oder 1973) ist eine ehemalige grönländische Handballspielerin.

## Leben und Karriere
Marianne Clausen stand bei der Handball-Weltmeisterschaft 2001 im Kader der grönländischen Nationalmannschaft, die sich zum ersten und bislang einzigen Mal in der Geschichte für dieses Turnier qualifizieren konnte und dabei unter 24 teilnehmenden Mannschaften den letzten Platz belegte. Sie debütierte am 5. Dezember 2001 bei der 12:27-Niederlage gegen Südkorea für die Nationalmannschaft und bestritt insgesamt drei Länderspiele, in denen sie keine Treffer erzielte. Auf Vereinsebene spielte Clausen für GSS Nuuk.